# سبزدم‌ها
سبزدم‌ها (نام علمی: Chlorurus) نام یک سرده از تیره طوطی‌ماهیان است.

## نگارخانه

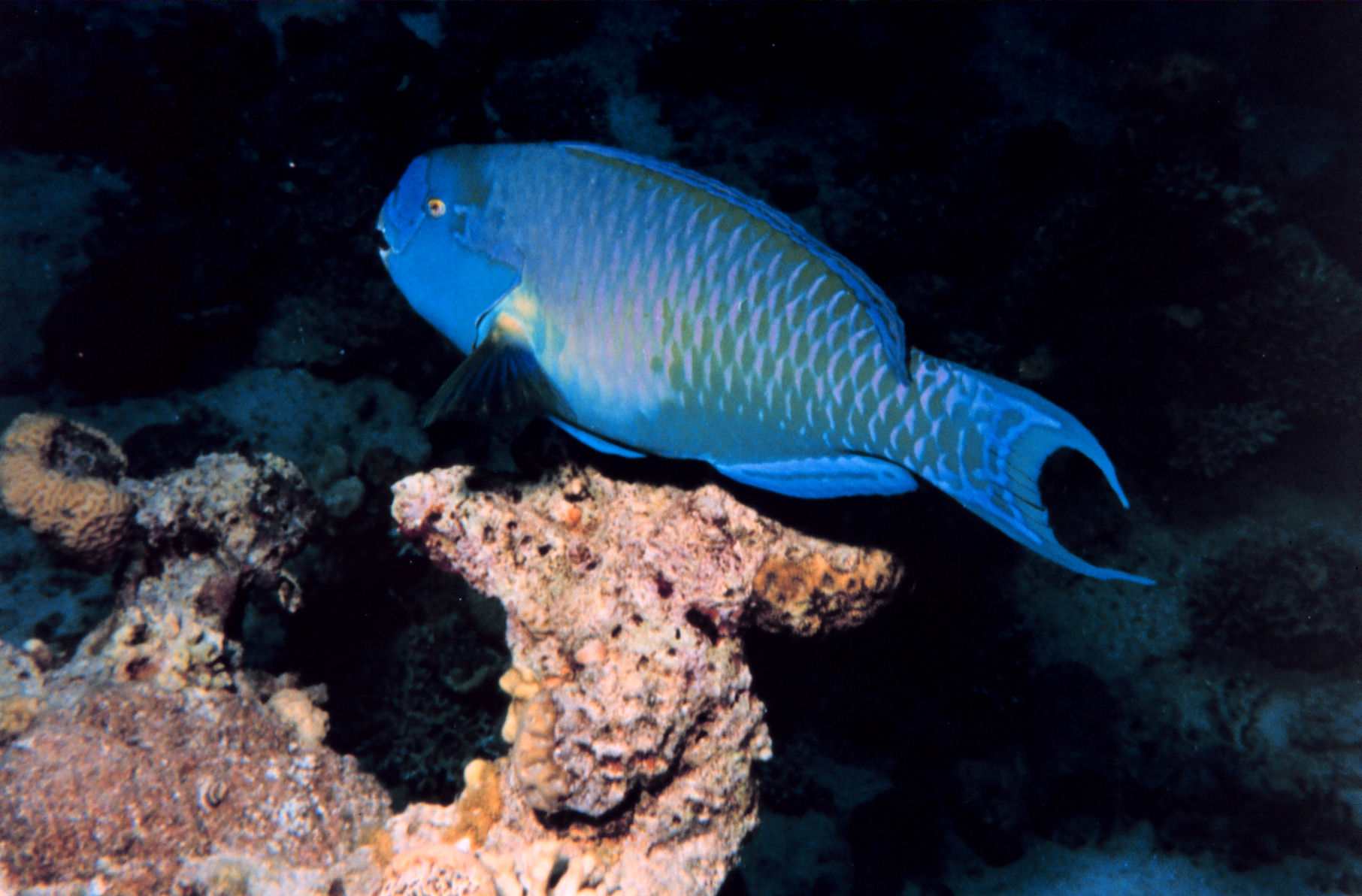
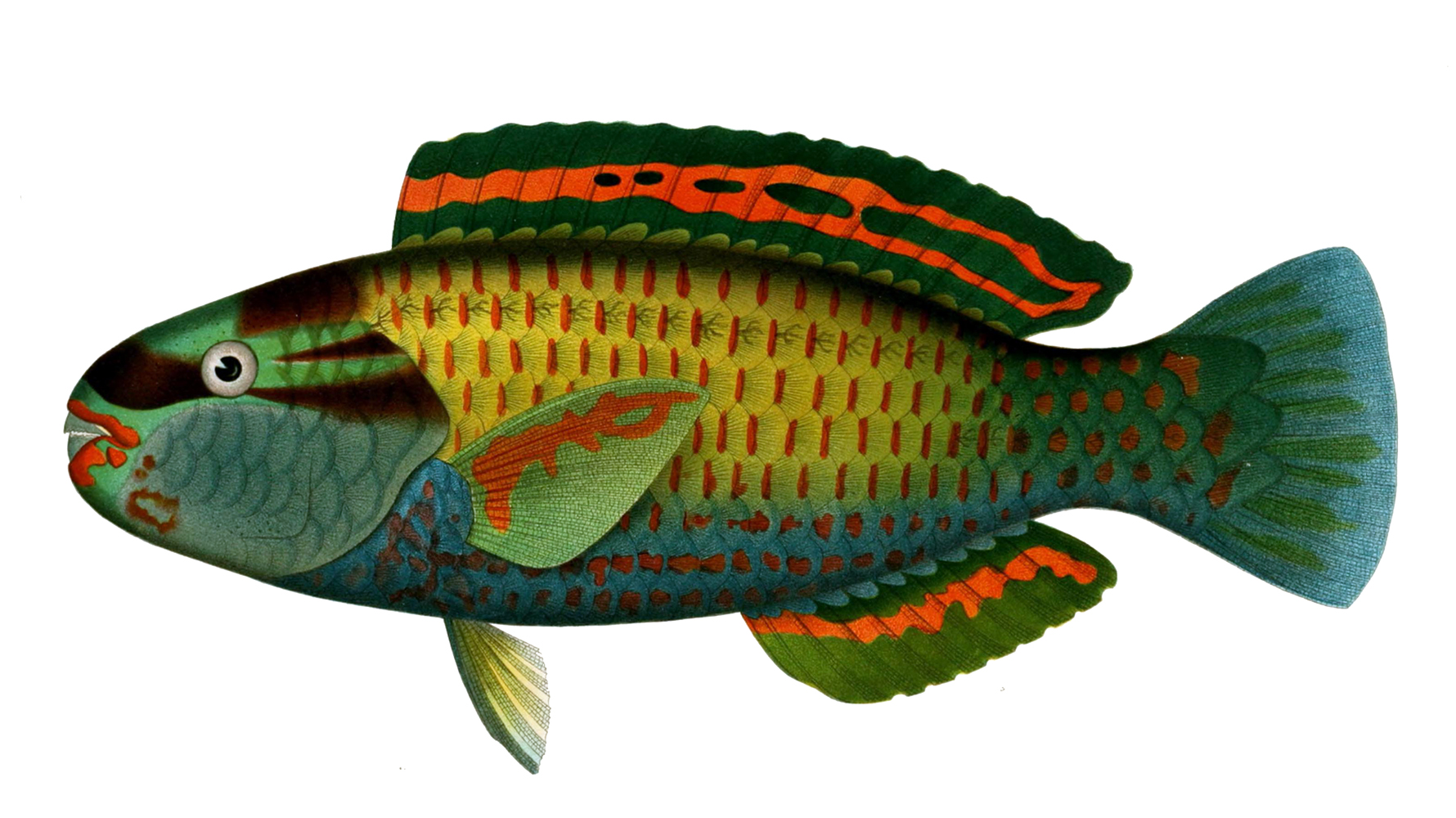
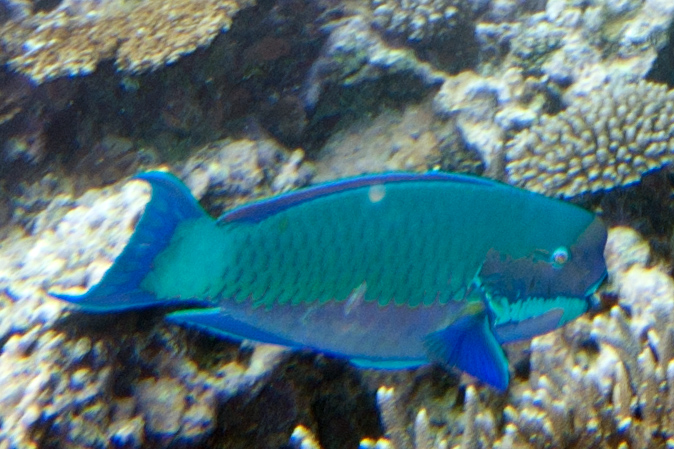